# جيمس براون (نحات)
جيمس براون (بالإنجليزية: James Brown)‏ هو نقاش وفنان ورسام أمريكي، ولد في 26 أكتوبر 1951 في لوس أنجلوس في الولايات المتحدة.